# (40457) Williamkuhn
(40457) Williamkuhn – planetoida z grupy pasa głównego asteroid okrążająca Słońce w ciągu 3,65 lat w średniej odległości 2,37 j.a. Została odkryta 4 września 1999 roku przez Myke’a Collinsa i Minora White’a w obserwatorium w miejscowości Anza w Kalifornii. William Kuhn (ur. 1918) zaprojektował i kierował budową 0,55-metrowego teleskopu w Anza dla amatorskiego stowarzyszenia Orange County Astronomers. Za pomocą tego teleskopu odkryto wiele planetoid.